# Miloslav Pohunek
Miloslav Pohunek (* 14. června 1955) je bývalý český fotbalista, obránce.

## Fotbalová kariéra
V československé lize hrál za Spartu Praha. Nastoupil v 9 ligových utkáních, gól v lize nedal. Ve druhé nejvyšší soutěži hrál i za SU Teplice a DP Xaverov Horní Počernice.

## Ligová bilance
| Ročník                                   | Zápasy | Góly | Klub                       |
| ---------------------------------------- | ------ | ---- | -------------------------- |
| 1. československá fotbalová liga 1974/75 | 9      | 0    | Sparta Praha               |
| Česká národní fotbalová liga 1979/80     | -      | 0    | SU Teplice                 |
| Česká národní fotbalová liga 1980/81     | -      | 0    | SU Teplice                 |
| Česká národní fotbalová liga 1981/82     | 23     | 1    | DP Xaverov Horní Počernice |
| Česká národní fotbalová liga 1982/83     | 1      | 0    | DP Xaverov Horní Počernice |
| CELKEM 1. liga                           | 9      | 0    |                            |